# Mihret Topčagić
Mihret Topčagić, bosanski nogometaš, * 21. junij 1988, Gračanica, Jugoslavija.

## Življenjepis
Rodil se je v mestu Gračanica, ki ima okoli 20.000 prebivalcev. Ta kraj leži na severovzhodu BiH in je oddaljen od Tuzle 45 km, od Sarajeva 150 km ter od naše prestolnice (Ljubljana) 415 km. Mihret se je leta 1992 zaradi vojne v BiH s svojo družino preselil v Pliberk (Bleiburg) na avstrijskem Koroškem. Dve leti po prihodu v Avstrijo je začel z igranjem nogometa pri tamkajšnjem klubu ASKÖ St.Michael/Bleiburg nakar je leta 2003 prestopil v FC Kärnten iz Celovca ob Vrbskem jezeru in tako začel profesionalno kariero. Doslej je igral za 3 avstrijske klube. Od leta 2016 je član Wolfsbergerja. Igra na poziciji napadalca.

## Klubska kariera
| Sezona    | Klub              | Država    | Liga | Nastopov | Golov |
| --------- | ----------------- | --------- | ---- | -------- | ----- |
| 2021–     | Osijek            | Hrvaška   | I    | 0        | 0     |
| 2018–2020 | Sūduva            | Litva     | I    | 45       | 25    |
| 2016      | Wolfsberger       | Avstrija  | I    | 7        | 0     |
| 2016      | Rheindorf Altach  | Avstrija  | I    | 4        | 0     |
| 2014      | Šahtjor Karagandi | Kazahstan | I    | 47       | 17    |
| 2011–2013 | Wolfsberger       | Avstrija  | I    | 79       | 23    |
| 2009-2011 | Admira            | Avstrija  | I    | 28       | 4     |
| 2008-2011 | Admira B          | Avstrija  | III  | 36       | 24    |
| 2007-2008 | FC Kärnten        | Avstrija  | III  | 19       | 10    |